# Нгуєн Фук Тю
Нгуєн Фук Тю (в'єт. Nguyễn Phúc Chu, кит.: 阮福淍; 11 червня 1675 — 1 червня 1725) — 6-й правлячий тюа (князь) Дангчонгу (Південного Дайв'єту) в 1691—1725 роках. Сприяв розширенню володінь, політичному, культурному та економічному піднесенню.

## Життєпис
Походив з роду Нгуєн. Син Нгуєн Фук Чана. Народився 1675 року. 1691 року спадкував владу. Він взяв собі титул Тонг-куангконг (герцог Тонг). Того ж року відправив військо проти Четти IV, володаря Камбоджі, що уклав союз з Аюттхаєю.
1692 року повстав По Сот, раджа Пандуранги. Повстання спочатку було вдалим, але 1693 року армія Нгуєн придушила повстання, а у Пандуранзі стався спалах чуми. 1695 року остаточно було придушено опір тямпів, утворено номінальне князівство Туен Тхань на чолі із По Сактірай Да Патіхом. 1697 року здійснив новий похід проти Камбоджі. 1698 року землі, де компактно мешкали китайські мігранти, для краще керування перетворив на провінцію Зядінь.
Разом з тим до 1697 року за допомогою португальців було побудовано на власних корабельнях військовий флот, що складався 200 вітрильних суден, кожне з яких було озброєно 16—22 гармат, 100 суден з 50-75 гребцями та 500 суден з 40-44 гребцями.
У 1708 році було підтримано колишнього володаря Камбоджі Анг Ема проти Томмо Рачеа III, на боці якого стояв Йю Хуа Тхай Са, володар Аюттхаї. Біля Бантеймеа армія Нгуєн перемогла вороже військо, 1710 року Томмо Рачеа III зазнав поразки й втік до Аюттхаї. 1711 року розпочато оснащення ключових шляхів годинниками для визначення географічної відстані.
У 1713 і 1714 роках здійснено похід проти Анг Ема, що не бажав передавати обіцяні землі. Наслідком стало те, що Камбоджа перетворилася на фактично васала Нгуєн Фук Тю.
1720 року захопив рештки земель тямпів. 1722 року приборкав спробу Сатти II, володаря Камбоджі, повернути раніше втрачені землі. На цей момент держава Нгуєнів перебувала на вершині могутності, економіка, а особливо зовнішня торгівля приносила величезні прибутки (відбувалася торгівля з усіма провідними державами Південно-Східного і Східного Сходу, французькими, англійськими, голландськими, іспанськими і португальськими компаніями).
Помер Нгуєн Фук Тю 1725 року. Йому спадкував син Нгуєн Фук Чу.